# Języki suahili
Języki suahili – grupa języków bantu centralnych grupy G, mających numerację G40. Posługują się nimi rdzenni mieszkańcy takich krajów jak: Komory, Mozambik, Demokratyczna Republika Kongo, Tanzania i wyspa Majotta.

## Klasyfikacja
- język komoryjski muali
- język komoryjski ndzuani
- język komoryjski ngazidża
- język maore
- język makue
- język muani
- język suahili
- język kongo-suahili